# Małgorzata Stryjska
Małgorzata Irena Stryjska (ur. 3 sierpnia 1953 w Poznaniu) – polska polityk, lekarka i samorządowiec, posłanka na Sejm IV i V kadencji.

## Życiorys
Absolwentka Wydziału Lekarskiego Akademii Medycznej w Poznaniu (1978), z zawodu lekarka (internistka oraz specjalista medycyny pracy). Pracowała jako kierownik poradni w Kolejowym Ośrodku Medycyny Pracy w Poznaniu, była zastępczynią rzecznika odpowiedzialności zawodowej w Okręgowej Izbie Lekarskiej.
W 2001 została wybrana do Sejmu IV kadencji z listy Prawa i Sprawiedliwości w okręgu poznańskim. Po raz drugi uzyskała mandat poselski w wyborach w 2005 liczbą 12 791 głosów. W wyborach parlamentarnych w 2007 bez powodzenia ubiegała się o reelekcję. Trzy lata później została wybrana do sejmiku wielkopolskiego, w którym zasiadała do 2014. W wyniku wyborów w 2018 ponownie uzyskała mandat radnej województwa, sprawowała go do 2024. Z ramienia PiS bezskutecznie startowała do Sejmu w 2019 i 2023.